# بن كروس
بن كروس (بالإنجليزية: Ben Cross)‏ هو ممثل بريطاني، ولد في 16 ديسمبر 1947 بلندن في المملكة المتحدة. دخل عالم السينما عبر فيلم (ايه بريدج تو فار) عام 1977، وسبقت أدواره المسرحية أدواره السينمائية. من أشهر أدواره دوره في فيلم (عربات النار) 1981. توفي في 18 أغسطس 2020 عن عمر ناهز 72 عام.

## أعمال

### أفلام
- (1981) عربات النار[9]
- (1995) أول فارس[10]
- (2001) ذا أوردير
- (2006)  اخر الرجال الصامدين
- (2009) ستار تريك[11][12][13]

### مسلسلات
- بانشي
- سلاحف النينجا

## وصلات خارجية
- بن كروس على موقع IMDb (الإنجليزية)
- بن كروس على موقع روتن توميتوز (الإنجليزية)
- بن كروس على موقع ألو سيني (الفرنسية)
- بن كروس على موقع ميوزك برينز (الإنجليزية)
- بن كروس على موقع تيرنر كلاسيك موفيز (الإنجليزية)
- بن كروس على موقع أول موفي (الإنجليزية)
- بن كروس على موقع قاعدة بيانات الأفلام السويدية (السويدية)
- بن كروس على موقع إن إن دي بي (الإنجليزية)
- بن كروس على موقع أول ميوزيك (الإنجليزية)
- بن كروس على موقع ديسكوغز (الإنجليزية)